# Elena Martínez de Madina Salazar
Elena Martínez de Madina Salazar (Vitoria, 6 de septiembre de 1962) es una filóloga de la lengua vasca e investigadora, especializada en el estudio de los topónimos. Es miembro de Euskaltzaindia, la Real Academia de la Lengua Vasca.

## Biografía
Martínez de Madina se licenció en Filología Vasca en la Universidad del País Vasco. Lleva más de 20 años dedicada al Onomasticon Vasconiae, La onomástica del País Vasco, obra que investiga y establece la forma adecuada de los nombres de pueblos, concejos, barrios, calles, zonas industriales, ríos, casas... Elena Martínez de Madina trabaja especialmente la toponimia de la ciudad de Vitoria y de 63 entidades jurisdiccionales municipales; como ella misma dice: "Me dedico a quitar el polvo a los nombres olvidados, que, a veces están escondidos debajo de los actuales". Martínez de Madina dispone de un corpus de topónimos que abarcan desde finales del siglo XV hasta el XX propiedad de Euskaltzaindia. La obra, que empezó editándose en papel y ahora lo hace formato CD, la publica Euskaltzaindia con la colaboración del Ayuntamiento de Vitoria.
Es miembro de Euskaltzaindia, la Real Academia de la Lengua Vasca, en la comisión de onomástica desde 2013.
Publica en revistas especializadas como, por ejemplo, Cuestiones metodológicas sobre la investigación en toponimia histórica: un modelo de base de datos o Algunos problemas en la transmisión de topónimos en Oihenart: cuadernos de lengua y literatura, imparte conferencias sobre metodológia en la investigación de la historia de los topónimos y colabora habitualmente en el El Correo con artículos de opinión.

## Obras y artículos
- Los viajeros en Vitoria.
- Toponimia histórica de Vitoria[10]
- Algunos problemas en la transmisión de topónimos.
- La toponimia de Álava : testigo de nuestras lenguas, 2015.
- La toponimia en las estribaciones de los Montes de Vitoria : refeljo de unión entre Treviño y la Llanada, 2012.
- Toponimia de Vitoria, en siete tomos

## Premios y reconocimientos
- 2024 Premio Celedón de Oro 2023. Primera mujer en recibirlo en solitario.[11]